# Битка код Баточине (1804)
Битка код Баточине је вођена између српске устаничке војске под командом Карађорђа и турске војске за ослобођење Баточине од 4. априла до 7. априла (односно од 23. марта до 26. марта по јулијанском календару) 1804. године. Ова битка је једна од првих победа српских устаника за време Првог српског устанка.

## Позадина
Гонећи Кучук Алију устаници су под Карађорђевом командом заузели Крагујевац 4. априла (23. марта по старом календару) одакле је Кучук Алија извео две стотине Турака и повукао се ка Јагодини. И Карађорђе и Кучук Алија добро су схватили значај Баточине и линије до Багрдана према Јагодини. Алији је Баточина била потребна да би обезбедио одступање из Јагодине према Београду, а Карађорђу да спречи Алију да бежи према Дунаву. Обојица су зато одлучили да ојачају своје снаге код Баточине.

## Битка
Карађорђе је стигао око поднева 4. априла (23. марта) пред Баточину и опколио је. Турска посада је била састављена од Арбанаса у служби дахија. Вожд је издао наредбе. Димитрије је са својим Лепеничанима био са друге стране Рогота, према Брзану. Ту је направио бусију да чека Турке, без обзира да ли беже из Баточине, или трче овом месту из Јагодине. Срби су нападали све до мрака, али Арбанаси нису попуштали. Карађорђе је након што је опколио Баточину, отишао у Левач да диже устанак и у тај део Србије. Кучук Алија је дознао да је Карађорђе отишао, па је послао Тосун агу са петсто турских коњаника да се ноћу пробију до Баточине.
Чувши ово Карађорђе је већ 6. априла (25. марта) неприметно стигао са војском под Баточину. Са шесто коњаника заузео је падину Црвеног брега, а пешаке је послао према Брзану, поред шуме Рогот, под заповедништвом лепеничког кнеза Ђуке Филиповића. Он се придружио Димитрију Парезану који је већ држао тај положај. Пред напад Карађорђе је изашао испред устаника и рекао им је:
| „ | Немојте пуцати докле моја пушка не пукне. Не бојте се Турака је мало, а нас је много, они се бију за господство а ми за Слободу да можемо данути душом. | ” |

Заузевши положаје, 7. априла (26. марта) почео је нов напад устаника. Турци и Арбанаси су одлучили да се повуку према Јагодини где је требало да се састану са Кучук Алијом и да даље наставе према Београду. Међутим на путу према Јагодини, у шуми Рогот чекали су их устаници на челу са Ђуком Филиповићем и Димитријем Парезаном, па су Турци одлучили да излаз траже према Кијеву кроз Кијевски поток.
Карађорђе сачека да се удаље од Баточине, па крене за њима и сустигне их на Кијевачком потоку између Кијева и Доброводице. У окршају падне око четиристо Турака. У бици су погинули и Мусеин Ганић и Јусуф-ага Климентић, док се Тосун ага спасио и побегао у Јагодину. Уз то устаници су задобили богат плен, између осталог 275 пушака и девет барјака.

## Реакције
О овој бици ће писати и стране новине. Француски лист „Монитер” је у броју 245., 12. априла писао о овом боју:
Пре неки дан била је врло крвава борба, код Баточине. Устаници су опколили ово место где се налазило 400 Турака, који су се очајнички бранили и тек после борбе од неколико часова они су уступили јачој сили али су готово сви исечени.
Према овом листу погинуло је и 100 српских устаника.

## Последице
После победе код Баточине убрзо је освојена и Јагодина. Крајем априла цела Шумадија је била очишћена од Турака, а устаници, којих је почетком марта било око 10.000, заједно са својим вођом Карађорђем приближиле су се Београду.

## Лепеничани
У бици код Баточине је учествовао и добар део Лепеничана под кнезом Ђуком Филиповићем из Јагњила. Поред поменутог војводе Димитрије Парезана из Брзана, прочули су се још и Павле Цукић из Крчмара и Милосав Стојановић Лаповац из Лапова. Лепеничани су имали све разлоге за радост. Турци су изгубили битку на свом главном путу, у срцу Шумадије, а Лепеница се потврдила као центар одбране у Првом српском устанку.